# Malokaganyane
Malokaganyane – wieś w Botswanie w dystrykcie Southern. Według spisu ludności z 2011 roku wieś liczyła 341 mieszkańców.